# Illice faustinula
Illice faustinula är en fjärilsart som beskrevs av Jean Baptiste Boisduval 1868. Illice faustinula ingår i släktet Illice och familjen björnspinnare. Inga underarter finns listade i Catalogue of Life.